# Hombre de Clonycavan

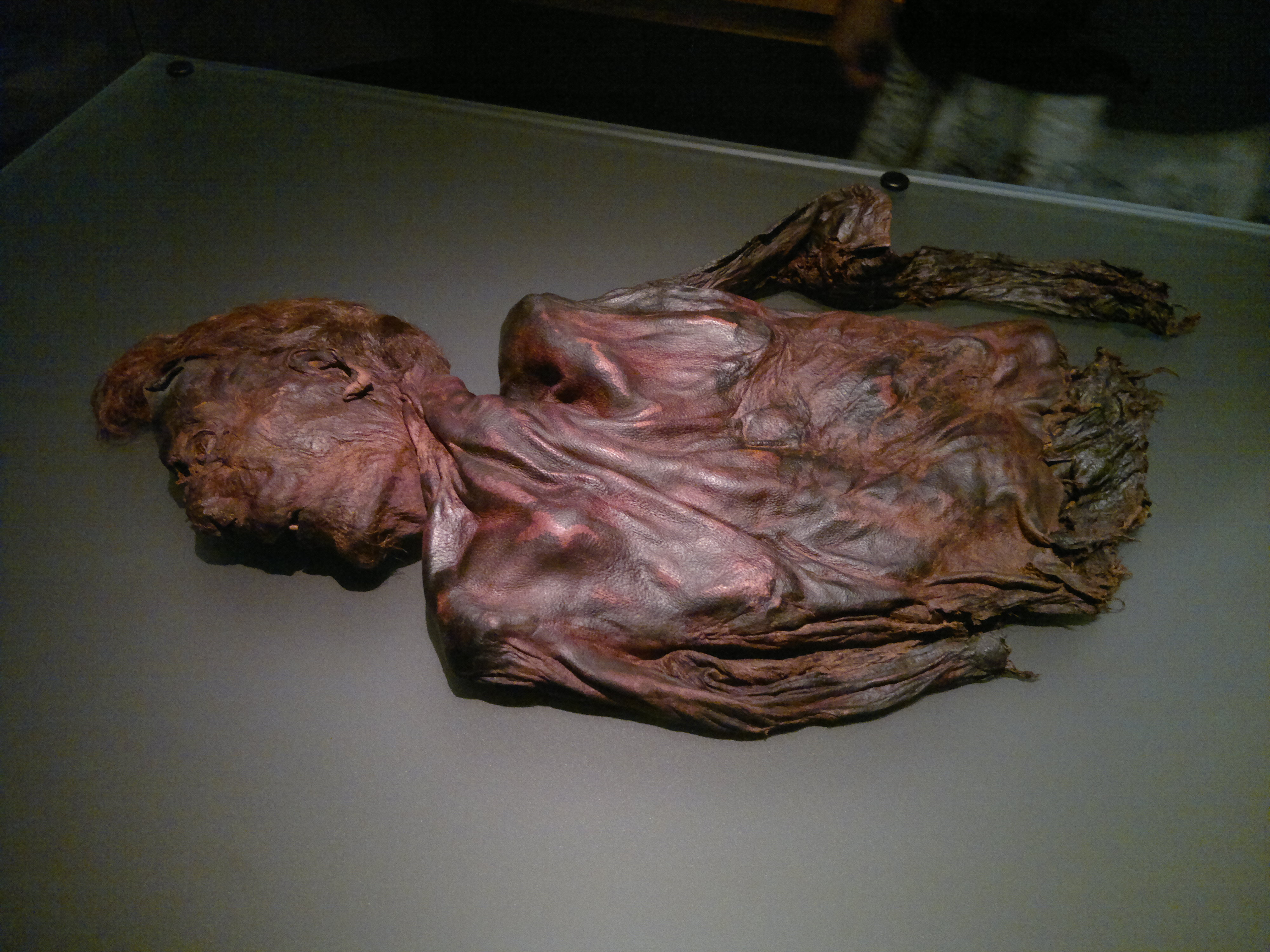
El Hombre de Clonycavan

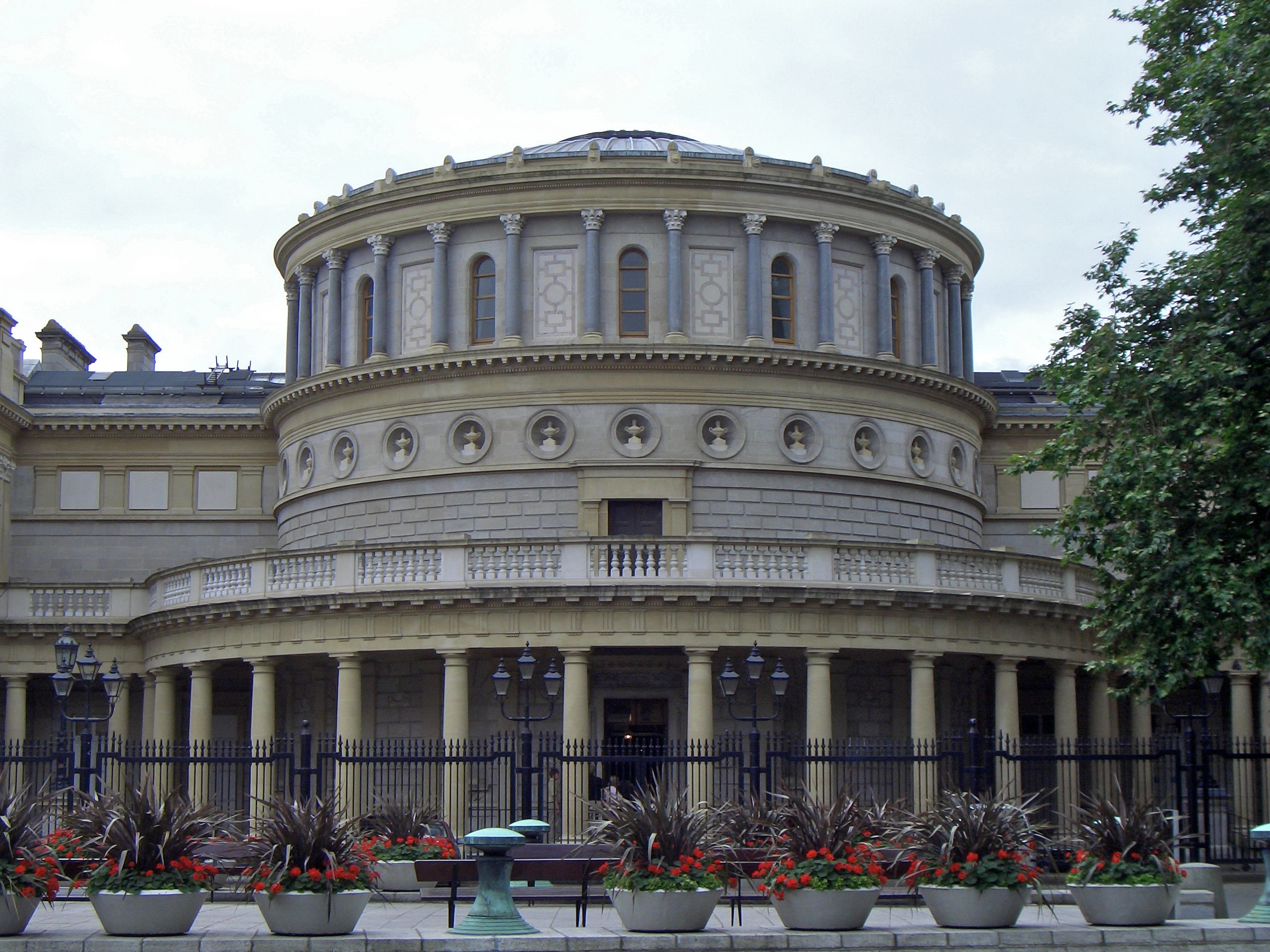
Museo Nacional de Irlanda situado en Dublín.

El Hombre de Clonycavan es el cadáver de un hombre momificado que vivió aproximadamente en los años 392 a. C. al 201 a. C., en la Edad de Hierro.

## Descubrimiento
El cuerpo fue descubierto en febrero del año 2003, por unos trabajadores en una turbera pantanosa, en la aldea de Clonycavan, cerca de Dublín, localidad perteneciente al condado de Meath, en Irlanda.

## Características
- Momificación natural
- Causa de la muerte: fue torturado, tenía una herida en la cabeza provocada por un objeto contundente y cortante, y la nariz rota, en lo que podía considerarse como un sacrificio-ritual.
- Edad: 20 años aproximadamente.
- Altura: medía 1,57 m.
- El cuerpo apareció totalmente desnudo.
- Utilizaba un fijador de pelo hecho de resina de pino y aceite vegetal para peinarse el cabello hacia arriba unos 20 cm.
- Su dieta estaba basada en verduras.

## Conservación
El Hombre de Clonycavan se encontró en buen estado de conservación debido a la protección natural que le otorgó el haber quedado enterrado dentro de una turbera aunque le faltaban manos, brazos y una parte del tronco que pudieron ser arrancados por la maquinaria utilizada en la extracción de la turba.
El cuerpo se encuentra expuesto en el Museo Nacional de Irlanda en Dublín.